# Vlag van Jurbeke
De vlag van Jurbeke is op 28 januari 1999 bij raadsbesluit vastgesteld als de vlag van de Henegouwse gemeente Jurbeke. De vlag kan als volgt worden beschreven:
Rood met drie leeuwen van wit, geklauwd, getongd en gekroond van geel, met een initiaal J van wit in het hartschild.
De vlag werd pas op 30 april 1999 bevestigd door de Franse Gemeenschapsregering. De vlag is volledig gebaseerd op het gemeentewapen en ziet er dus helemaal hetzelfde uit.